# クスシヘビ
クスシヘビ（薬師蛇、Zamenis longissimus）は、有鱗目ナミヘビ科ヨーロッパナメラ属に分類されるヘビ。ヨーロッパに生息し、無毒である。全長は2 mになり、タイリクシマヘビ・モンペリエヘビと並ぶヨーロッパ最大のヘビの一つである。
ギリシア・ローマ神話におけるアスクレーピオス、またそれに由来するシンボルなどに用いられ、文化・歴史的にも意義のある種である。

## 形態

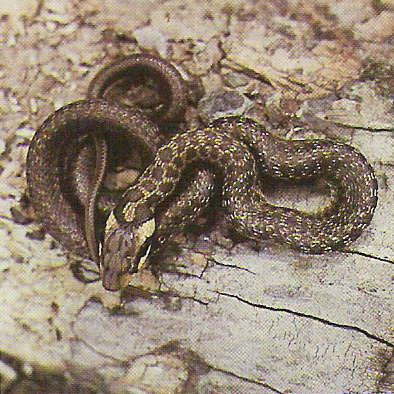
幼体

孵化時は全長30 cm程度だが、成長すると110-150 cm、大型個体では200-225 cmになる。滑らかな鱗は金属光沢を与えている。
幼体・亜成体は首に黄色い模様を持ち、ヨーロッパヤマカガシに似る。体色は薄緑から茶緑で、背面には2対の暗い斑点が尾まで並び、縞模様を構成している。頭部にも明瞭な暗い斑点があり、1つは後頭部にあり馬蹄形、もう1つは第4-5上唇板から眼、そして後方へと繋がっている。
成体は一様な体色をしており、黄緑・緑褐色である。体側には白い縁取りのある鱗が規則的に並び、金属光沢を際立たせている。特に体色の薄い個体では、体側に2本の暗い縞が見えることがある。腹部は黄色から乳白色。虹彩は円形で、琥珀色から黄土色をしている。黒化個体やアルビノ、赤化個体や暗褐色の個体も野生に見られる。
体色は雌雄であまり変わらないが、体は雌より雄の方が大型になる傾向にある。ドイツの個体群における調査では、雄の最大体重が890 gに対し、雌は550 gであった。また、他のヘビのように、雄は体に対して尾が長く、尾の基部の幅が広い。
体列鱗数は23（稀に19、21）、腹板は211-250、尾下板数は60-91で、肛門板と共に左右に分れる。腹板の縁は鋭く、登攀能力を向上させている。
寿命は25-30年。

## 分布

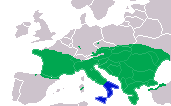
分布域（ヨーロッパ）。緑が本種、青がイタリアクスシヘビの分布域を示す。

フランスではパリ以南、スペインではピレネー山脈と北東沿岸の一部、イタリア北部、バルカン半島全土と小アジア、北緯49度以南の東欧（スイス・オーストリア・南モラヴィア州（ポティイー国立公園）・チェコ共和国・ハンガリー・スロバキアとポーランド南部（主にビエシュチャディ山地/ブコヴェツ山地）・ウクライナ南西部）に連続的に分布する。ドイツ西部（シュランゲンバード・オーデンヴァルト・ザルツァハ川下流・パッサウ近郊）・チェコ北西部（カルロヴィ・ヴァリ近郊、分布の北限）など、幾つかの孤立個体群もある。
大カフカース山脈南部から黒海の北東-東岸にも分布する。イラン北部のオルーミーイェ湖・アララト山の北斜面には隔離分布しているが、この分布域は他の分布域からかなり隔たっている。V.L. Laughlin の仮説によると、この分布は古代ローマにおいて、アスクレーピオスを祀った寺院で飼育されていた個体が野生化した結果であるとされる。
化石記録からは、現在より温暖だった完新世のアトランティック期（8000–5000 年前）には、デンマークにまで達していたことが示された。チェコ北西部の個体群は、遺伝子解析ではカルパティア山脈の個体群と近縁であることが示され、この時期に取り残された遺存個体群であると判明している。おそらくドイツの個体群もこれと同じ経緯であると考えられている。イギリスからも早期の間氷期のものと考えられる化石が発見されており、更新世を通じて分布域は南下・北上を繰り返していたと見られる。

### イギリスへの侵入
グレートブリテン島には2つの個体群が侵入している。1つはウェールズ北部、コンウィのウェルシュ・マウンテン動物園付近の個体群で、少なくとも30年間繁殖を続けている。もう一つの個体群はロンドンのリージェンツ・パーク付近のものである。

## 分類

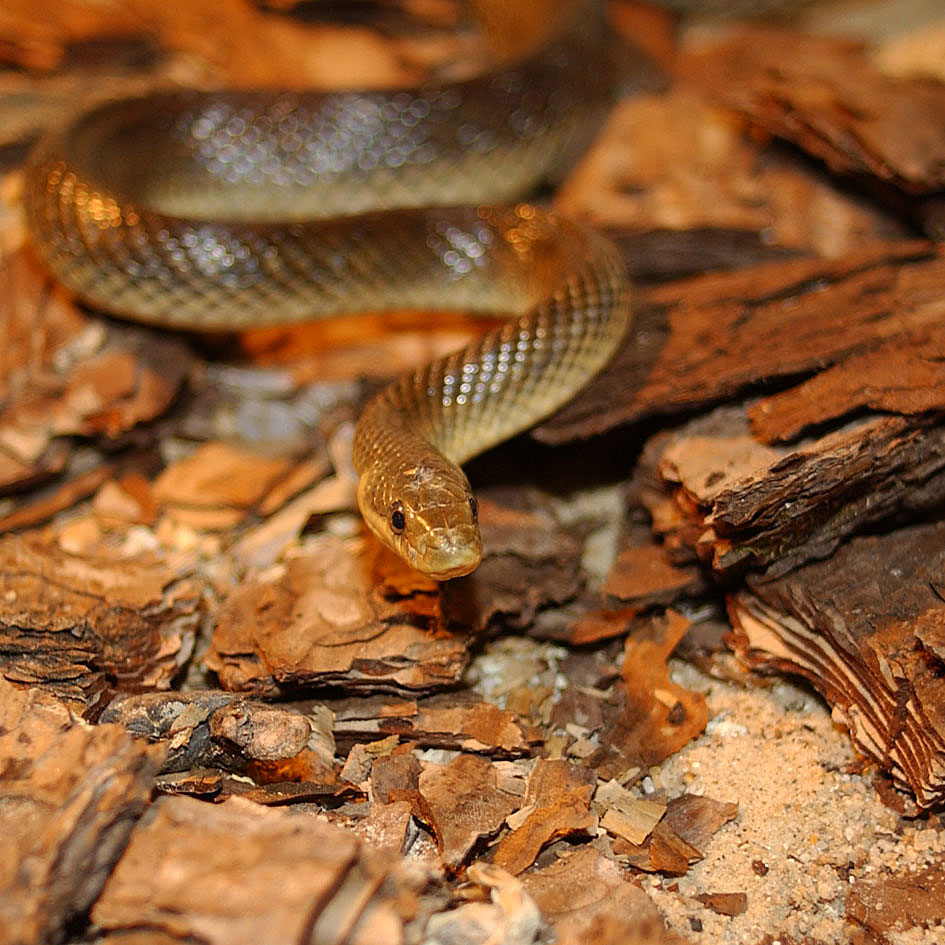
フランス産の個体

1768年、Josephus Nicolaus Laurentiによって、ユウダ属の一種として Natrix longissima という名で記載された。その後、レーサー属 Coluber、ナメラ属 Elaphe を経て、独立のヨーロッパナメラ属 Zamenis に移されている。現在の学名は Zamenis longissimus で、Zamenis の由来は不明だが、longissimus はラテン語で"最も長い"を意味する。
本種は現在、西部・アドリア・ダニューブ・東部の4つのハプロタイプに分けられている。
イランに隔離分布する個体群は、腹部が暗色で全長が短く、鱗の配列数が異なるため、別種である可能性がある。
以前に、イタリア南部とシチリアに生息する Zamenis longissimus romana （イタリアクスシヘビ）という亜種が認められていたが、これは種に昇格させられ Zamenis lineatus という学名が与えられた。この種は体色が淡く、虹彩が赤い。
また、本種は以前ナメラ属に含まれており、Elaphe longissima という学名が与えられていたが、この種にはアゼルバイジャン南東とイラン北部（Caspian Hyrcanian mixed forests）に分布する個体群が含まれていた。この個体群は1984年に独立種とされ、Elaphe persica（後にZamenis persicus）という学名が与えられた。

## 生息環境

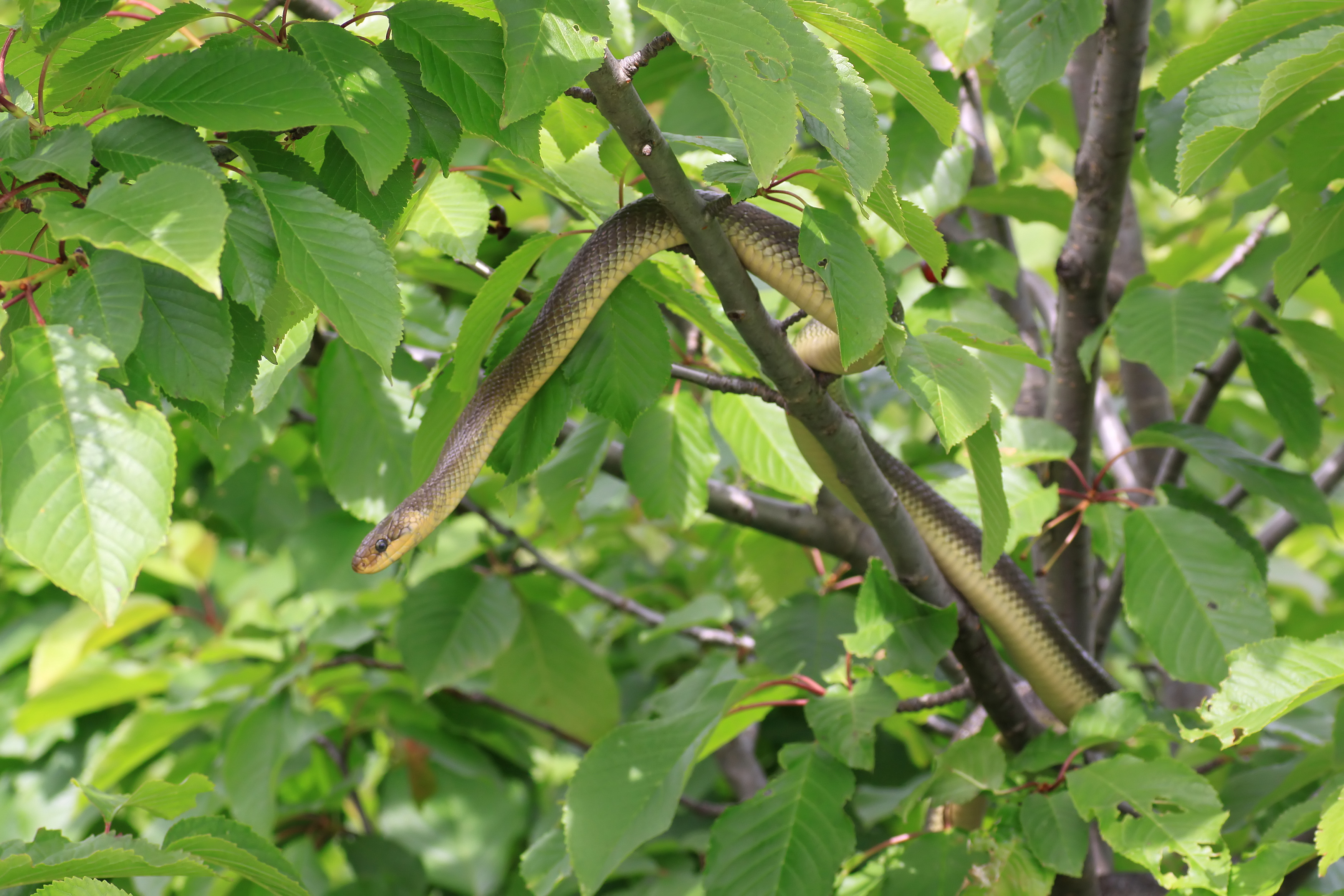
オーストリア・メードリングで桜に登る本種

体温調節のための岩場や丘があり、適度な温度・湿度のある変化に富んだ温帯混交林を好む。よく見られるのは、木々の疎らな森林周辺の移行帯である。人の存在には寛容で、庭園や小屋・廃墟、壁や石垣などに潜んだり、上で日光浴をしたりすることもある。特に分布域の北縁では、食物・温度・産卵場所を人工物に依存している面が強い。開けた畑地や平原には出現しない。
南限は落葉広葉樹林と地中海性草原の境界に当たり、後者は本種にとって湿度が不足していると思われる。北の制限要因は気温である。

## 生態

### 餌

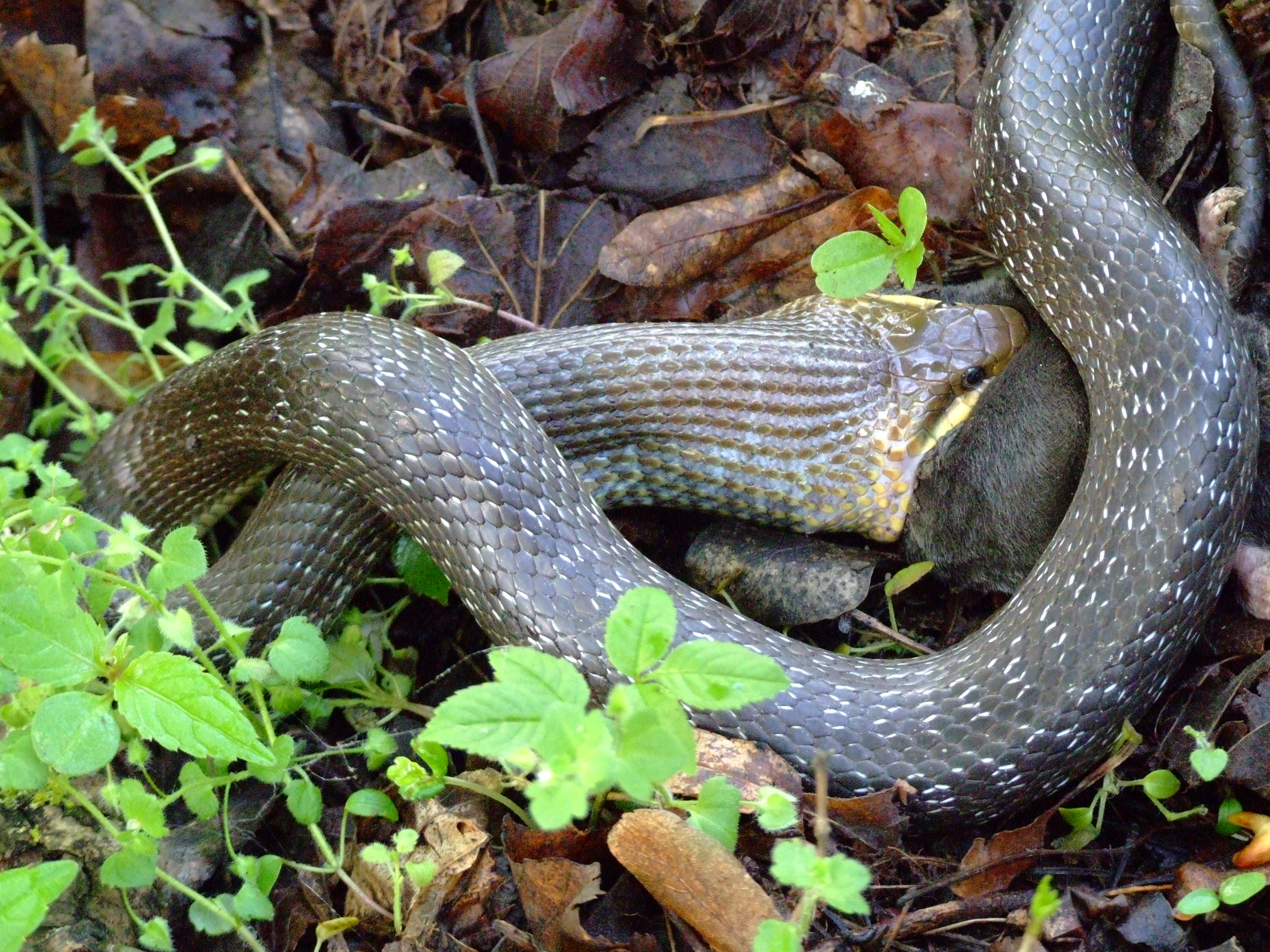
食事中

主な獲物はラット以下の大きさの齧歯類・食虫類である。130 cmの成体は200 gのラットを捕食できる。小鳥や卵・雛なども捕食する。非常に小型の獲物でない限り、締め付けて窒息させたあとで飲み込む。幼体は主にトカゲや節足動物、成長すると小型齧歯類などを食べる。成体は極稀に、他のヘビや有尾類を捕食することがある。

### 天敵
天敵はヨーロッパアナグマMeles melesのようなイタチ科動物やキツネ・ハリネズミなど。猛禽類も天敵であるが、抵抗して捕食を免れた成体の報告がある。幼体はヨーロッパスムーズヘビCoronella austriaca のような爬虫類食のヘビに捕食される。イヌ・ネコ・ニワトリ・ドブネズミなども、幼体や冬眠中の成体を捕食する。イノシシは卵や幼体を掘り返して捕食する。移入種では、アライグマ・タヌキなどに捕食される。

### 行動

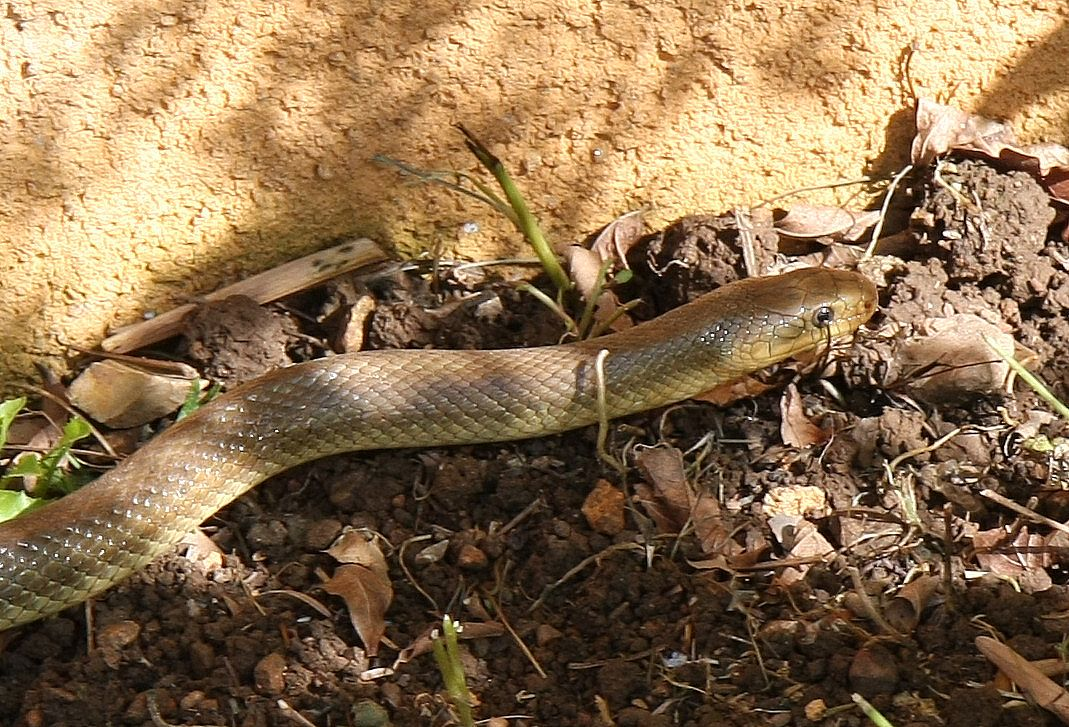
淡い体色の成体

昼行性であるが、夏には薄明薄暮性となる。木登りがうまく、垂直で枝のない樹木にも登ることができる。通常は4–5 mの場所にいるが、15–20 mまで登ったり、ビルの屋上に出現したりすることもある。ドイツの個体群のデータでは、20-22°Cが適温であり、16°C以下・25°C以上ではほぼ活動が見られない。ウクライナの個体群からは、19°Cで活動を始め、21-26°Cが適温であるという結果が得られている。 
フランスの個体群では、行動範囲は平均して1.14 haという結果が得られた。だが、繁殖期の雄は雌を探して2 kmという長距離を移動し、雌も産卵場所を探して長距離を移動する。隙間に隠れる性質があるため、確実に生息している場所であっても発見は難しい。
体色が保護色となっているため、外敵からはまず隠れようとする。だが、追い詰められると威嚇・反撃することもある。
樹上で長時間を過ごすため、本種が存在するが、未発見である地域が存在するであろうことが示唆されている。だが、これに関する信頼できるデータはない。フランス・スロバキア・ウクライナなどで樹冠を利用することが報告されている。

### 繁殖
性成熟する最低の全長は85–100 cm、年齢は4–6歳である。繁殖は5月中旬から6月中旬、冬眠明けに行われ、目覚めた個体は活発に交尾相手を探し始める。雄同士の闘いは儀式的で、相手の頭部・体を押さえこむようなものである。通常噛み付き合いに発展することはない。求愛は、雄と雌が尾を絡ませ、体の前半をS字に持ち上げ、踊るような形で行われる。雄は顎で雌の頭を抑えこむこともある。
雌は4-6週後に約10個（最大で2-20個、平均して5-11個）の卵を産む。産卵場所は有機物の分解によって暖かく、湿度の高い場所で、干し草の山・腐った木材・堆肥・切り株などが選ばれる。分布域北部では、産卵場所を複数の雌がヨーロッパヤマカガシなどと共有することが多い。卵は6-10週（平均して8週）後に孵化する。

## 歴史

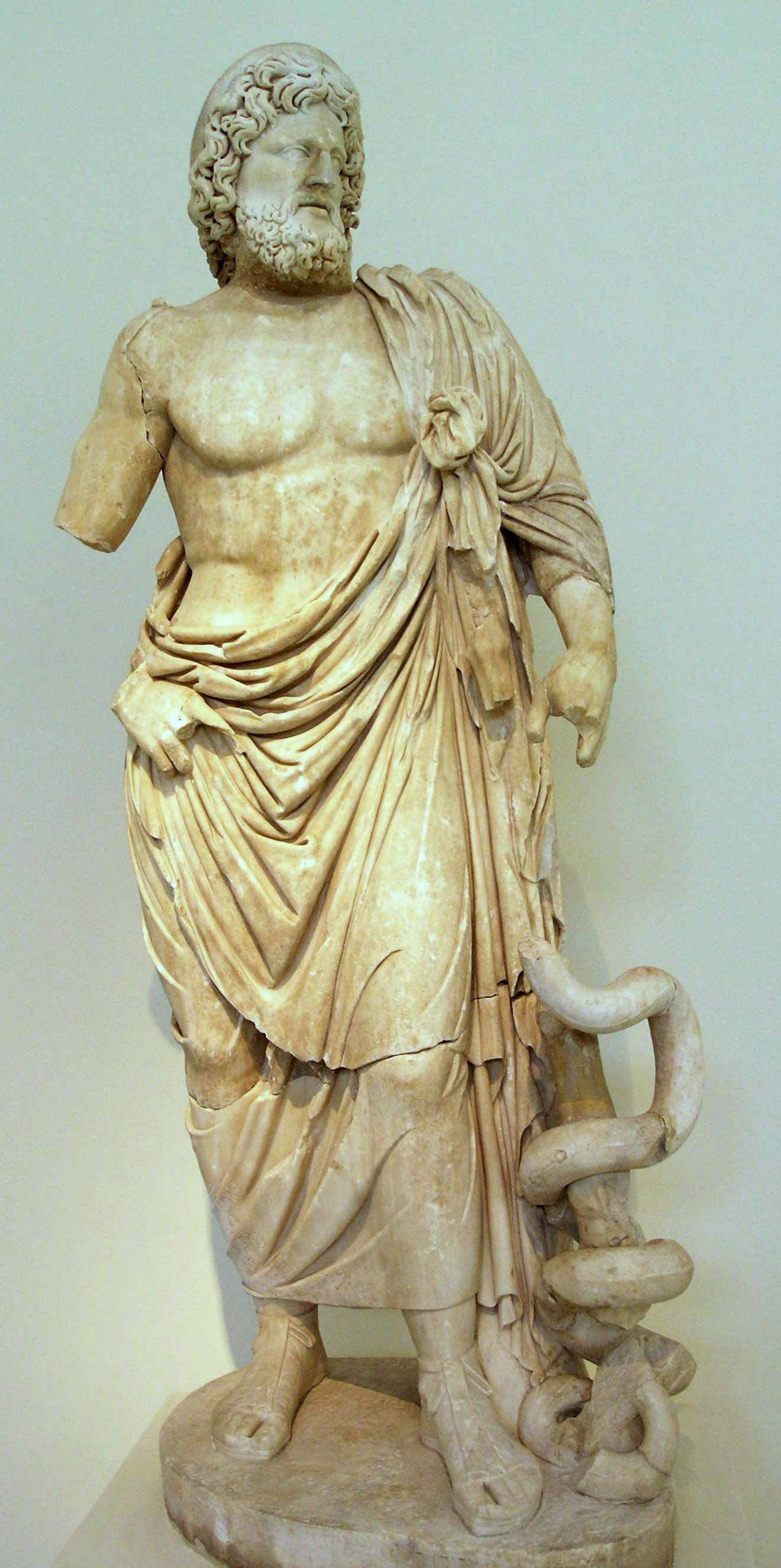
アスクレーピオス像の足元にある杖には蛇が巻き付いている

本種は古代ギリシャ・ローマにおいて、アスクレペイオン（アスクレーピウスの聖域）で飼育されており、このことから"Aesculapian snake"という名が付けられた。この神の持つ杖には蛇が巻き付いているが、これは本種であると推測される。現代でもアスクレピオスの杖は医療のシンボルとして、様々な場所で用いられている。これと起源は異なるが、中央イタリアの一部ではタイリクシマヘビと共に宗教行事の一部とされており、後にカトリックにも組み込まれた。

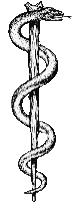
医学のシンボル
獣医学のシンボル
薬学のシンボル（ヒュギエイアの杯）

## 保護
分布域が広く、危機に瀕しているとは考えられていないが、人間活動の影響により減少していると見られている。 特に分布域の北縁では、氷河期の気候変動によっていくつもの地域個体群が取り残されており、他の分布域と遺伝子交流がない状態となっている。これらの地域、例えばドイツでは、レッドリストで絶滅寸前種とされ保護活動が行われている。また、他のヨーロッパの国々でも保護下におかれているところが多い。
主な懸念事項は、人為的な生息地破壊である。そのため、林業や農業において、潜在的な産卵場所となる原生林や、その周辺の移行帯を含む分布域を擾乱しないことが推奨されている。
道路の敷設や交通量の増加も問題である。これにより生息地が断片化し、遺伝的交流が減少する虞がある。